# Рідкісноземельні елементи

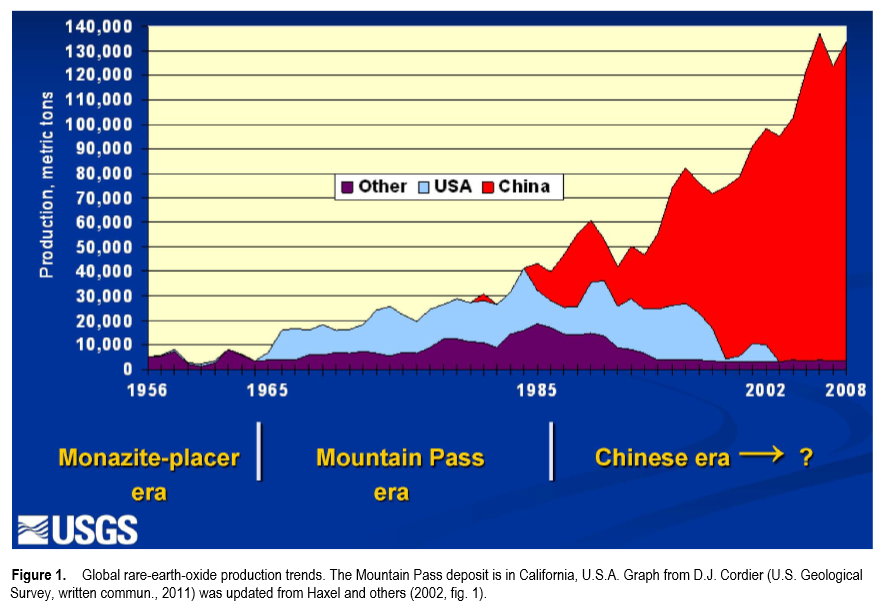
Видобуток РЗЕ. (USGS) Лідер видобутку — Китай.

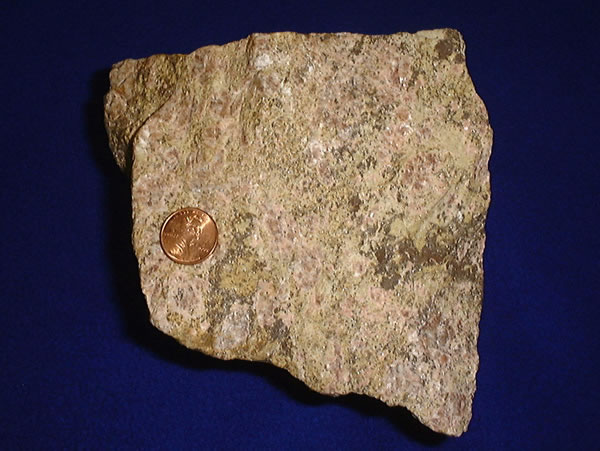
Руда РЗЕ

Рі́дкісноземе́льні елеме́нти — хімічні елементи: Sc, Y, La і 14 елементів сімейства лантаноїдів — Ce, Pr, Nd, Pm, Sm, Eu, Gd, Tb, Dy, Ho, Er, Tm, Yb, Lu.
Традиційно лантаноїди підрозділяють на дві підгрупи: церієву (Ce, Pr, Nd, Pm, Sm, Eu) та ітрієву (Gd, Tb, Dy, Ho, Er, Tm, Yb, Lu). У геохімії прийнято Sc розглядати окремо від рідкісноземельних елементів.

## Етимологія
Назва «рідкісноземельні елементи» склалася історично у зв'язку з тим, що у XIX ст. вони вважалися малопоширеними (що насправді неправильно), звідси «рідкісні», а «землі» — це старовинна назва важкорозчинних оксидів, характерних для цих елементів. У вільному вигляді рідкісноземельні елементи є типовими металами.

## Поширення
Рідкісноземельні елементи зустрічаються практично у кожній гірській породі земної кори, але найбільшим є їх вміст у лужних породах. Вміст рідкісноземельних елементів в земній корі 2·10−2 (% за масою), причому різні рідкісноземельні елементи поширені неоднаково — так для Tm — 2,7·10−5 мас.%, а для Се — 7·10−3 мас.%.
Відомо близько 100 рідкісноземельних мінералів, але як сировина для одержання рідкісноземельних елементів практичне значення мають фосфати — монацит (Ce, La)[PO4], ксенотим YPO4, флуоркарбонати — бастнезит Се[СО3](F, OH) та ітросинхізит CaY (CeCO3)2F, складний оксид-лопарит NaCeTi2O6. Промисловими джерелами також є глинисті мінерали кори вивітрювання гранітів. Світові сировинні запаси рідкісноземельних елементів перевищують 90 млн т. Найбільшими запасами володіють Китай, США та Австралія.
На початку 2023 року, шведська гірничодобувна група LKAB заявила, що нещодавно розвідане родовище на крайній півночі Швеції містить понад мільйон тонн оксидів рідкісноземельних елементів, тобто є найбільшим відомим у Європі родовищем рідкісноземельних елементів.
Протягом 2022-2024 років, за результатами вивчення надр у Казахстані, було виявлено кілька площ з великими ресурсами рідкісноземельних металів, які сумарно становлять близько 1 млн тонн. В Міністерстві промисловості та будівництва Казахстану повідомили, що виявлені породи знаходяться на ділянці Куйректиколь, яка знаходиться у Карагандинській області, за 300 км на південний схід від Астани.
Продукцією первинного збагачення рідкісноземельних руд за кордоном є в основному чотири види концентратів:
- бастнезитові (60—70 і до 85 % рідкісноземельних оксидів, РЗО);
- монацитові (55—60 % РЗО);
- ксенотимові (понад 25 % Y2O3);
- концентровані розчини йонних руд (до 90 % РЗО).

Рідкісноземельні елементи також дуже поширені на поверхні Місяця. Відповідно, метою місії «Артеміда», згідно повідомлення агентства Reuters, є видобування ресурсів супутника Землі, в тому числі заліза та рідкісноземельних елементів. Агентство NASA також прагне кількісно оцінити потенційні ресурси, включаючи енергію, воду та місячний ґрунт, з метою залучення комерційних інвестицій.

## Отримання

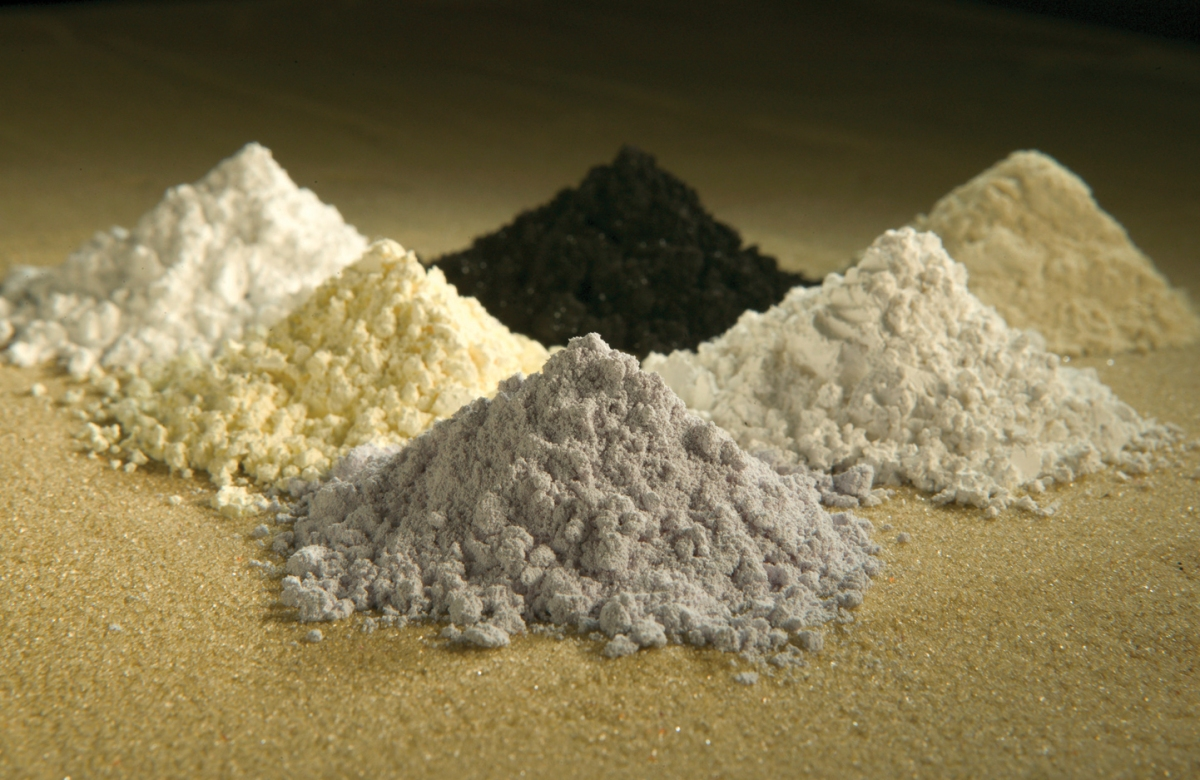
Оксиди рідкісноземельних елементів. За годинниковою стрілкою від нижнього: оксиди неодиму, самарію, гадолінію, празеодиму, церію і лантану

Отримання рідкісноземельних елементів з руд проводиться за допомогою різних методів гідрометалургії, електролізу і металотермічного відновлення, йонообмінної хроматографії. Перероблення концентратів здійснюють високотемпературним хлоруванням, лужним методом із застосуванням каустичної соди, соляно- або сірчанокислим методом. У світовому виробництві кінцевої рідкісноземельної продукції на початку XXI ст. провідними є французька компанія Rhone Poulenc та американська Molycorp.
Вилучення рідкісноземельних елементів з вугілля вилуговуванням сульфат амонієм у дослідах американських вчених досягає 89 % при загальному вмісті рідкісноземельних металів в зразках вугілля (264 мг/кг). Ця технологія оцінюється як перспективна для промислового використання.
В Україні руди рідкісних земель не видобуваються. Країна імпортує близько 100 т/рік рідкісноземельних металів. Прогнозується, що до 2010 р. вони зростуть до 115 т. Промислові концентрації Л. виявлені у південно-східній та південно-західній частинах Українського щита. Державний баланс запасів корисних копалин України враховує запаси рідкісних земель по Новополтавському апатит-рідкіснометалічному родовищу. У приазовській частині Українського щита відкрито Азовське родовище рідкісних земель, що вивчається і, за попередніми даними та оцінками фахівців, є одним з найбільших у світі (прогнозні ресурси — 70—75 млн т руди). До 2010 р. було заплановано оцінку рідкісноземельних руд у корах вивітрювання Сущано-Пержанської зони, що знаходяться на північному заході Українського щита.
До 1991 р. рідкісноземельний промпродукт з Прикаспійського ГМК (Казахстан) перероблявся на Придніпровському ХЗ (м. Дніпродзержинськ). Церієві рідкісноземельні елементи вилучалися екстракцією в кінцевий продукт і використовувалися в нафтохімії. Концентрат ітрієвих рідкісноземельних елементів у вигляді розчинів нітратів направлявся до Росії.
Торгівля і видобуток рідкісноземельними металами у другій половині XX ст. — XXI ст. увійшли у стадію тимчасової консолідації. Темпи зростання обсягів видобутку скорочуються, постіндустріальне суспільство ХХІ ст. спрямоване не на добування ресурсів, а їх відтворення у лабораторних умовах.
18 лютого 2024 року, згідно повідомлення на ресурсі ScienceAlert, фізики з Університету штату Мічиган (MSU) відкрили нові ізотопи рідкісноземельних елементів тулію, ітербію і лютецію при розщепленні ядер платини (металу).

## Виробництво

Глобальне виробництво 1950—2000

До 1948 року більшість рідкісноземельних елементів у світі отримували з розсипних піщаних родовищ в Індії та Бразилії. Протягом 1950-х років Південна Африка була джерелом рідкісноземельних порід у світі, з багатого монацитом рифу на Steenkampskraal mine у Західнокапській провінції. Протягом 1960-х до 1980-х років експлуатація рідкісноземельного рудника в Каліфорнії зробила Сполучені Штати провідним виробником. Сьогодні індійські та південноафриканські родовища все ще виробляють деякі рідкісноземельні концентрати, але вони незначні в порівнянні з масштабами китайського виробництва. У 2017 році Китай виробив 81 % світових запасів рідкісноземельних металів, переважно у Внутрішній Монголії, хоча він мав лише 36,7 % запасів. Австралія була другим великим виробником із 15 % світового виробництва. Усі важкі рідкісноземельні елементи у світі (такі як диспрозій) походять із китайських джерел рідкісноземельних елементів, таких як родовище поліметалів Баян Обо. Шахта Browns Range, розташована за 160 км на південний схід від Halls Creek на півночі Західної Австралії наразі розробляється та має стати першим значним виробником диспрозію за межами Китаю.
Збільшення попиту спричинило напруження пропозиції, і зростає занепокоєння, що незабаром світ може зіткнутися з дефіцитом рідкісноземельних елементів. Очікувалося, що через кілька років, починаючи з 2009 року, світовий попит на рідкісноземельні елементи перевищить пропозицію на 40 000 т/рік, якщо не буде розроблено нові основні джерела. У 2013 році було заявлено, що попит на РЗЕ зросте через залежність ЄС від цих елементів, тому факт, що рідкісноземельні елементи не можуть бути замінені іншими елементами і що РЗЕ мають низький рівень переробки. Крім того, через збільшення попиту та низьку пропозицію очікується, що майбутні ціни зростуть, і є ймовірність того, що інші країни, окрім Китаю, відкриють шахти РЗЕ. Попит на РЗЕ зростає через те, що вони необхідні для нових та інноваційних технологій, які створюється. Ці нові продукти, для виробництва яких потрібні РЗЕ, — це високотехнологічне обладнання, таке як смартфони, цифрові камери, комп'ютерні деталі, напівпровідники тощо. Крім того, ці елементи більш поширені в таких галузях: технологія відновлюваної енергії, військова техніка, виробництво скла і металургія.
Лідером з видобутку РЗМ є Китай, на який станом на 2016 р. припадає понад 95 % усіх видобутих запасів рідкісноземельних металів.

## Застосування
Практичне використання рідкісноземельних елементів розпочалося лише у XX ст., але розвивалося швидкими темпами. Сьогодні нараховується понад 100 галузей застосування рідкісноземельних елементів. Вони застосовуються в техніці, як легуючі добавки в різних сталях і сплавах, в електронних приладах, магнітних матеріалах і запалювальних сумішах, як каталізатори, акумулятори водню, в ядерній техніці. Більшість з них застосовується у вигляді змішаних сполук, оксидів та мішметалу (сплав на основі рідкісноземельних металів) як каталізатори при крекінгу нафти, у виробництві скла та кераміки, а також у металургії. На ці галузі припадає близько 70 % сумарного споживання рідкісноземельних елементів.
В кінці XX ст. швидко зростало споживання індивідуальних оксидів і металів у виробництві автокаталізаторів (Се, La), постійних магнітів (Nd, Sm), нікель-гідридних батарей (La та La-мішметал), телевізорів і люмінесцентних ламп (Y, Eu, Tb), волоконно-оптичних систем зв'язку (La, Er), оптоелектроніки (Tb, Dy, Er). Оксиди Pr, Ce застосовують у виробництві скла, La — в оптичному склі, Gd, Eu — в атомній техніці, Y — в надпровідній та металокераміці. Металічні Y, La, Nd використовуються для легування алюмінієвих, магнієвих та інших сплавів, в авіації та ракетній техніці. Є перспективи використання Но у надпровідній кераміці, яка у порівнянні з ітрієвою має вищу густину струму. Розвиваються також галузі застосування ітрієвих лантаноїдів: Er — в атомній енергетиці та виробництві волоконно-оптичних пристроїв; Tb, Dy, Gd, Sm — магнітострикційних сплавах; Nd, Gd, Er — у пристроях магнітного охолодження. Споживання рідкісноземельних елементів щорічно зростає на 10—15 % і складає сьогодні 75—80 тис. т.
Сьогодні елементи ітрієвої підгрупи застосовуються для виготовлення наночастинок з гарною біосумісністю. Це, наприклад, наночастинки на основі Gd (як то ортованадат гадолініуму), що можуть бути модифіковані Eu, Lu, Dy (задля отримання флуоресцентного випромінювання, що є корисним для новітніх методів МРТ), а також оболонкою з кремнезему для підвищення біосумісності або різноманітними лігандами для цілеспрямованого постачання наночастинок.

## Інтернет-ресурси
- Вікісховище має мультимедійні дані за темою: Рідкісноземельні елементи
- Rare-earth element в онлайн-версії «Encyclopædia Britannica».  (англ.)
- О. Федоткін. Технологічний прогрес ціною знищення екосистем. Як людство розплачується за видобуток рідкоземельних металів // ІТС, 21.03.2025
- Seltene Erden im Mineralienatlas (Porträt - Definition, Geschichte, Gewinnung, Eigenschaften etc.)
- James B. Hedrick: Rare-earth Metals (PDF-Datei; 91 kB)
- Thum, W.: Die Entdeckung der Seltenerdmetalle, Eine unter didaktischen Gesichtspunkten erstellte Zusammenfassung für den Unterricht. (chemie-master.de)
- Chris Libuda: Warum Seltene Erden so wichtig sind - Tagesschau.de vom 27. Oktober 2010
- Deutscher Bundestag-Wissenschaftliche Dienste: Der Aktuelle Begriff: Seltene Erden (PDF-Datei; 63 kB)
- Hanns Günther Hilpert, Antje Elisabeth Kröger: Chinesisches Monopol bei Seltenen Erden: Risiko für die Hochtechnologie (PDF; 231 kB). Deutsches Institut für Wirtschaftsforschung. Nr. 19 / 2011.